# Montaignac-Saint-Hippolyte
Montaignac-Saint-Hippolyte é uma comuna francesa na região administrativa da Nova Aquitânia, no departamento de Corrèze. Estende-se por uma área de 20,47 km². Em 2010 a comuna tinha 603 habitantes (densidade: 29,5 hab./km²).